# Шато-Лорье
Шато-Лорье (или замок Лорье, фр. Fairmont Château Laurier) — отель и архитектурная достопримечательность в даунтауне Оттавы. Отель расположен у пересечения улиц Ридо-стрит и Сассекский проезд. По своему дизайну (стиль «шато») имеет аналоги в других местах североамериканского континента (например, Шато-Фронтенак).

## История и архитектура
Заказчиком строительства Шато-Лорье был председатель правления компании Grand Trunk Railway Чарльз Мелвилл Хэйз (англ. Charles Melville Hays). Здание было сооружено в 1909—1912 годы. Подходящее место для строительства предоставил премьер-министр Канады сэр Уилфрид Лорье, в честь которого здание и получило своё название.
Когда компания Grand Trunk стала частью Канадской национальной железной дороги в 1923 году, отель стал одной из наиболее важных гостиниц компании. Отель процветал до конца 1960-х годов, когда сооружение многочисленных конкурирующих гостиниц в Оттаве и закрытие Union Station привело к его постепенному упадку. В 1980-х годы была проведена масштабная реконструкция и обновление отеля, благодаря чему было восстановлено его положение отеля № 1 г. Оттавы.
Отель расположен в непосредственной близости от других достопримечательностей Оттавы — Парламентского холма, канала Ридо, Национальной галереи Канады, Байуордского рынка, Национального военного мемориала, посольства США и торгового Центра Ридо. Ввиду своего положения отель нередко служил местом важных общественных мероприятий и политических встреч, за что получил неформальное название «третья палата парламента».